# George VIII van Georgië
George VIII (Georgisch: გიორგი VIII, Giorgi VIII) (1417-1476), uit het huis Bagrationi, was van 1446 tot 1465 koning van Georgië, een land dat volop verbrokkelde door een felle burgeroorlog. Toen hij verslagen werd door zijn rivalen in 1465 heerste hij nog enkel over Kachetië, het meest oostelijke deel van Georgië, als George I van Kachetië.

## Leven
Hij was de derde zoon van koning Alexander I van Georgië, als eerste kind bij zijn tweede vrouw Tamar. Dimitri, Alexanders tweede zoon, leek de legitieme opvolger van hun oudste broer Vachtang IV maar George trok de daadwerkelijke macht naar zich toe na de dood van Vachtang in december 1446.

## Huwelijk en kinderen
Hij trouwde tweemaal, eerst met Tamar (ca.1445) en vervolgens met Nestan-Darejan in 1456 met wie hij een zoon had, de latere Alexander I van Kacheti, en een dochter die uitgehuwelijkt werd aan de laatste Byzantijnse keizer Constantijn XI